# Kubalowa Czuba
Kubalowa Czuba – wzniesienie o wysokości ok. 1290 m n.p.m. znajdujące się we wschodnim ramieniu Karczmarskiego Wierchu w słowackiej części Tatr Wysokich. Od głównego wierzchołka Karczmarskiego Wierchu (1438 m) oddziela Kubalową Czubę szerokie Kubalowe Siodło. Na wierzchołek Kubalowej Czuby nie prowadzą żadne znakowane szlaki turystyczne, leży ona na obszarze ochrony ścisłej, którym objęty jest masyw Szerokiej Jaworzyńskiej wraz z jej dwoma ramionami.
Kubalowa Czuba stanowi kulminację wschodniego ramienia Karczmarskiego Wierchu, które opada w kierunku Doliny Szerokiej. U jej podnóża rozciąga się dość długa Kubalowa Polana, w stronę której spod Kubalowego Siodła opada dość wybitny Kubalowy Żleb. Jedynie północne stoki Kubalowej Czuby są porośnięte lasem, stoki południowe są bezleśne.
Na wierzchołek Kubalowej Czuby od dawna wchodzili myśliwi i pasterze, gdyż jest to szczyt łatwo dostępny. Pierwsze wejścia turystyczne nie były w żaden sposób rejestrowane.